# Comité Paralímpico Eslovaco
El Comité Paralímpico Eslovaco (en eslovaco: Slovenský paralympijský výbor) es el comité paralímpico nacional que representa a Eslovaquia. Esta organización es la responsable de las actividades deportivas paralímpicas en el país. Es miembro del Comité Paralímpico Internacional y del Comité Paralímpico Europeo.